# Fight for Paradise: Vem kan du lita på?
Fight for Paradise: Vem kan du lita på? är en tysk realityserie som hade premiär på strömningstjänsten Netflix den 23 april 2024.

## Handling
Serien går ut på att deltagarna "måste hålla vännerna nära och fienderna ännu närmare" för att lämna djungeln och komma till lyxvillan vinna 100 000 euro.